# Motocicli per usi militari
In campo militare i motocicli hanno avuto impiego sia nella versione semplice sia nella versione con sidecar a partire dalla prima guerra mondiale fino alla metà del XX secolo, attualmente i motocicli, anche se restano nell'inventario dei mezzi in dotazioni alle forze armate, non hanno più utilizzi specificamente militari.

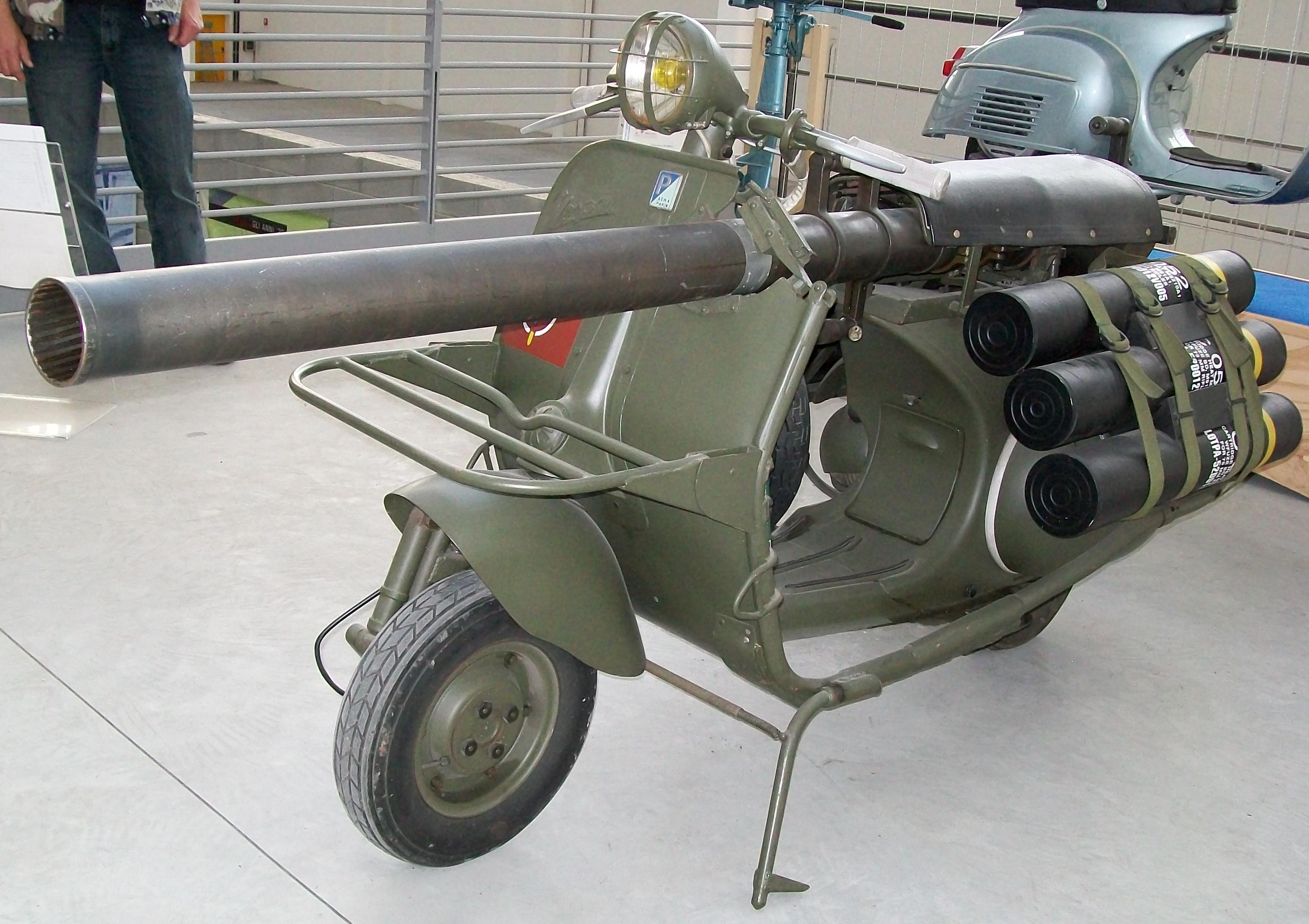
La Piaggio Vespa 150 TAP per truppe aviotrasportate, del 1956

I motocicli furono impiegati per la prima volta per usi militari dal Regio Esercito nel 1911. Durante la Guerra italo-turca, infatti, il corpo di spedizione italiano in Libia ebbe in dotazione un piccolo numero di motociclette tipo "2¼ HP", prodotte dalla torinese SIAMT, con funzioni di perlustrazione e collegamento.
Tali veicoli poi hanno avuto impiego costante, sia nella versione semplice, sia nelle versioni sidecar o motocarro, a partire dalla prima guerra mondiale fino alla seconda metà del XX secolo).
Subito dopo la prima guerra mondiale in diverse nazioni (per esempio Stati Uniti e Gran Bretagna) furono costituiti reparti mobili su motocicli, con funzioni essenzialmente esploranti, cercando di utilizzare l'agilità di movimento delle motociclette per fornire maggiore mobilità alla fanteria. Nel periodo fra le due guerre queste unità furono organizzate anche da altre nazioni, come Germania e Italia.
All'inizio della seconda guerra mondiale la Germania era particolarmente fornita di unità mobili su motocicli (una compagnia per ogni divisione, sia corazzata sia di fanteria, organizzata nel battaglione esplorante), e certamente il veicolo più usato in questo ruolo fu la BMW R75 sia nella versione a due ruote sia nella versione con sidecar. In campo alleato le motociclette furono usate in quantità minore, soprattutto considerando la presenza di un numero estremamente elevato di veicoli leggeri a 4 ruote (le Jeep), che riducevano la necessità di utilizzare motociclette. Comunque nell'esercito statunitense furono ampiamente usate sia le Harley Davidson Model WLA sia le Indian Model 74. Nel corso della guerra apparve chiaro che le unità motociclisti non potevano essere utilizzate in combattimento, considerando la difficoltà di manovrare il veicolo e usare contemporaneamente l'armamento personale. Alcuni tentativi di montare mitragliatrici su moto con sidecar ebbero maggiore successo, ma a spese di una sensibile riduzione dell'agilità del mezzo. In base a queste considerazioni l'impiego di motocicli declinò per tutto il corso della guerra, lasciando il loro impiego alle unità di polizia militare ed all'uso per portaordini. Sotto questo aspetto si può notare il fatto che la divisione corazzata del Regio Esercito del 1939 contava in organico 54 motociclette, mentre nella divisione 1942 (o divisione corazzata tipo Nord Africa) le motociclette erano drasticamente ridotte a 7.
Nell'esercito statunitense non erano previste unità organiche su motocicli, tuttavia l'US Army approvvigionò ben 90000 motocicli per usi vari, soprattutto per ricognizione e collegamento.
La conclusione a cui arrivarono gli stati maggiori alla fine della Seconda guerra mondiale fu che i ruoli svolti da una motocicletta potevano essere svolti più vantaggiosamente da un veicolo leggero 4x4 (cioè la solita Jeep), che forniva maggiore protezione dalle intemperie per il guidatore, maggior carico pagante e maggiore possibilità di operare su terreno fangoso o sabbioso, con un'agilità di movimento non eccessivamente ridotta. Subito dopo la guerra furono sciolti i rimanenti i reparti organici motociclisti e le motociclette rimasero in uso solo per i corpi di polizia militare, fino a completo esaurimento nel corso dei decenni successivi. 